# 陀湿多
陀湿多（天城体：त्वष्टृ，IAST：Tvaṣṭr）吠陀和早期婆罗门教中的一个重要神祇，司工艺与创造之神。中文有时根据职能译其名为大匠、工巧神。
陀湿多在梨俱吠陀中共被提到65次。该神的功能与生主、普善、巧妙天等神有重叠之处，常被联在一起赞颂或等同起来（后来陀湿多也有了生主称号）。颂歌说，陀湿多手持一柄铁斧，为天神制造种种宝物。因陀罗的金刚杵是他造的。众神饮苏摩汁的杯子也是他造的（根据阿闼婆吠陀，他还是负责看管苏摩者）。天神们的战车也是他造的，于是他又被称为战车制造者（rathakāra）。祭主仙人的斧子也是他所铸。陀湿多还制造了人类和一切动物的身体外形，所以得到别名造形象者。他给人类带来财富、农作物种子和子女；人们向他求子，并称其为胎藏主（garbhapati）。陀湿多能创造和改变一切事物的形象，颂歌称他有一双「无所不能的妙手」。
陀湿多在后期的神话体系中被列入阿底提耶，作为阿底提的众子之一。较早的梨俱吠陀中则没有这种说法。他有一子一女，子名「三头者」（Triśiras，别名万相），女名娑朗由。史诗《摩诃婆罗多》中说，三头者（万相）是陀湿多出于对因陀罗的憎恨而造出来的，有三个脑袋，一生下来就修大苦行。因陀罗非常害怕这个孩子会取代他的地位，于是将他杀害。陀湿多大怒，创造了大怪物弗栗多，要它杀死因陀罗。由此引出了著名的友邻王统治天庭的故事。又说，陀湿多憎恨因陀罗的原因是后者经常偷喝由陀湿多保管的苏摩。至于娑朗由，她嫁给了太阳神毗婆薮，生了双马童和阎摩、閻蜜。

## 资料来源
- 《世界神话辞典》，辽宁人民出版社，ISBN 7-205-00960-X
- 《宗教词典》，上海辞书出版社，ISBN 978-7-5326-2840-7
- 《摩诃婆罗多》，中国社会科学出版社，ISBN 7-5004-5246-2
- Arthur Anthony Macdonell，“Abstract Gods”. Vedic mythology. Vedas. Motilal Banarsidass Publ.. pp. 116–118. ISBN 8120811135，9788120811133